# 2020年12月中国大陆

## 12月2日
- 嫦娥五号探测器成功着陆月球[1]。

## 12月3日
- 中共中央政治局常务委员会召开会议，听取脱贫攻坚总结评估汇报。中共中央总书记习近平主持会议并讲话，指出“经过8年持续奋斗，我们如期完成了新时代脱贫攻坚目标任务，现行标准下农村贫困人口全部脱贫，贫困县全部摘帽，消除了绝对贫困和区域性整体贫困，近1亿贫困人口实现脱贫，取得了令全世界刮目相看的重大胜利”[2][3]。

## 12月4日
- 中国科学技术大学相关技术团队成功研制出量子计算原型机九章，并宣布实现“量子霸权”[4]。
- 托卡马克装置中国环流器二号M在成都建成，并在可控核聚变实验中实现持续102秒的超高温长脉冲等离子体放电，破世界最长记录[5][6]。
- 世界海拔最高输变电工程“阿里联网工程”正式投运，标志着中国陆路地区最后一个地级行政区域（西藏自治区）正式接入国家大电网[7]。
- 下午五点左右，重庆市永川区吊水洞煤矿发生一起一氧化碳超限事故，23人遇难[8]。
- 安徽安庆市望江县一名17岁的高中少女投河自杀[9]。赶来营救的民警因不会游泳未下水施救，引起中国大陆网民热议。

## 12月7日
- 美國財政部因中國全國人民代表大會常務委員會褫奪4名香港立法會議員的資格，宣佈制裁包括中共中央政治局委員王晨在內的第十三屆全國人大常委會副委員長全數共14人[10]。

## 12月8日
- 中华人民共和国和尼泊尔共同宣布世界第一高峰珠穆朗玛峰的最新高程为8848.86米，为雪面高程[11][12]。
- 应急管理部部长王玉普在天津病逝。[13][14]
- 清华大学学生对OFO共享单车的接力起诉败诉。媒体发文称退押金需等待988年[15]。

## 12月10日
- 美国国务院和财政部对17名腐败和实施严重侵犯人权行为的外国官员、人物及其直系亲属进行制裁。其中有两名中华人民共和国籍人士，一是澳门籍尹国驹，二是侵犯法轮功学员人权的福建厦门公安人员——黄元雄[16]。

## 12月17日
- 嫦娥五号在内蒙古自治区着陆，完成月球岩石采样返回的任务，中国探月工程“绕、落、回”三步走规划宣告完成[17]。
- 浙江、湖南、江西发出节电倡议，呼吁减少用电或限制用电，引发争议[18]。
- 太极拳列入联合国教科文组织人类非物质文化遗产代表作名录[19]。

## 12月19日
- 0时46分，黑龙江省绥化市安达市万宝山园区海纳贝尔化工有限公司格雷车间一乳化反应釜发生爆炸，事故造成1人死亡，2人重伤，2人轻伤，2人失联[20]。

## 12月21日
- 廣東廣州市凌晨12時在無預警下大規模停電，部分網民表示小區出現停水、停電情況，手機失去網絡訊號等。廣州供電局回應稱，因設備故障，影響廣州三元里、羅沖圍一帶部分用戶用電，緊急搶修後已恢復供電，強調電網運行穩定，沒有錯峰限電[21]。

## 12月22日
- 沈阳一货车与有轨电车车辆相撞，致使电车脱轨[22]。

## 12月23日
- 宁波轨道交通4号线开通运营[23]。

## 12月24日
- 京沪高铁、成渝高铁部分车次试点“静音车厢”，旅客可根据自身需求自愿购买静音车厢的车票，并遵循有关静音规定[24]。

## 12月25日
- 游族网络董事长林奇去世，疑被毒杀[25]。

## 12月26日
- 十三届全国人大常委会第二十四次会议表决通过陈小江任国家民族事务委员会主任、唐仁健任农业农村部部长、王文涛任商务部部长。

## 12月27日
- 辽宁省铁岭市开原市发生恶性刑事案件，62岁男子携带尖刀对过路群众突然随机捅刺，造成7人死亡、7人受伤[26]。

## 12月28日
- 广东石油化工学院发生恶性刑事案件，三名女生在上课期间遭易制毒化学品硫酸泼洒，犯罪嫌疑人被警方控制[27]。

## 12月29日
- 2020台湾暨两岸关系回顾与展望研讨会中，全国台湾研究会会长汪毅夫发表讲话。因不同於以往中國大陸涉台單位的言論——「我們也絕對不能容忍全面妄議我中央對台大政方針、全盤否定我對台工作成績的言論」，引起外界注意[28]。

## 12月30日
- 中共中央总书记、国家主席、中央军委主席、中央全面深化改革委员会主任习近平下午主持召开中央全面深化改革委员会第十七次会议并发表讲话，李克强、王沪宁、韩正出席[29]。
- 广西壮族自治区高级人民法院对李小文故意杀人案二审宣判，驳回李小文上诉，维持死刑的原判[30]。